# Solanum diphyllum
Solanum diphyllum és una espècie de planta fanerògama pertanyent a la família de les solanàcies. És originària d'Amèrica Central.

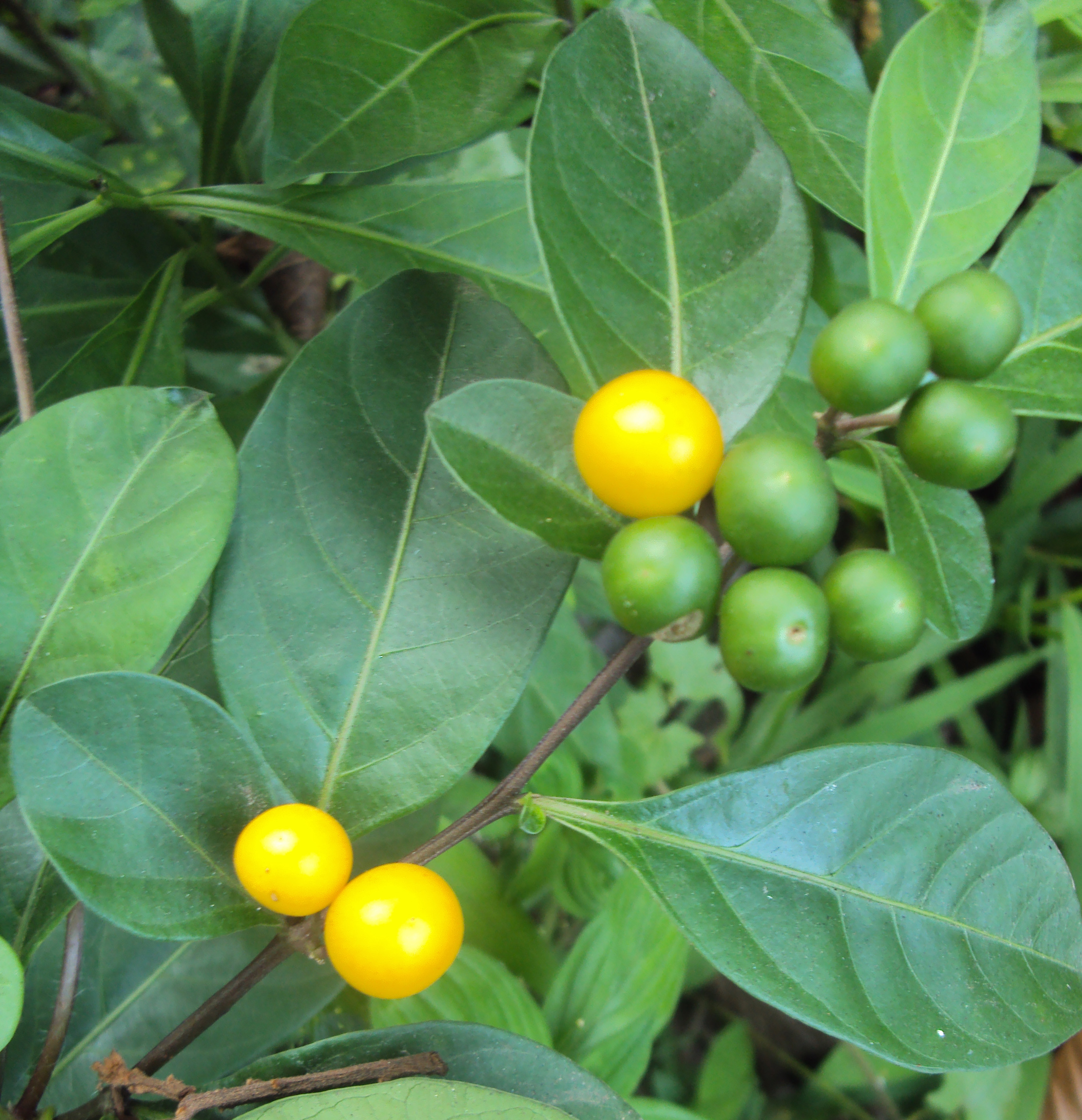
Fruits

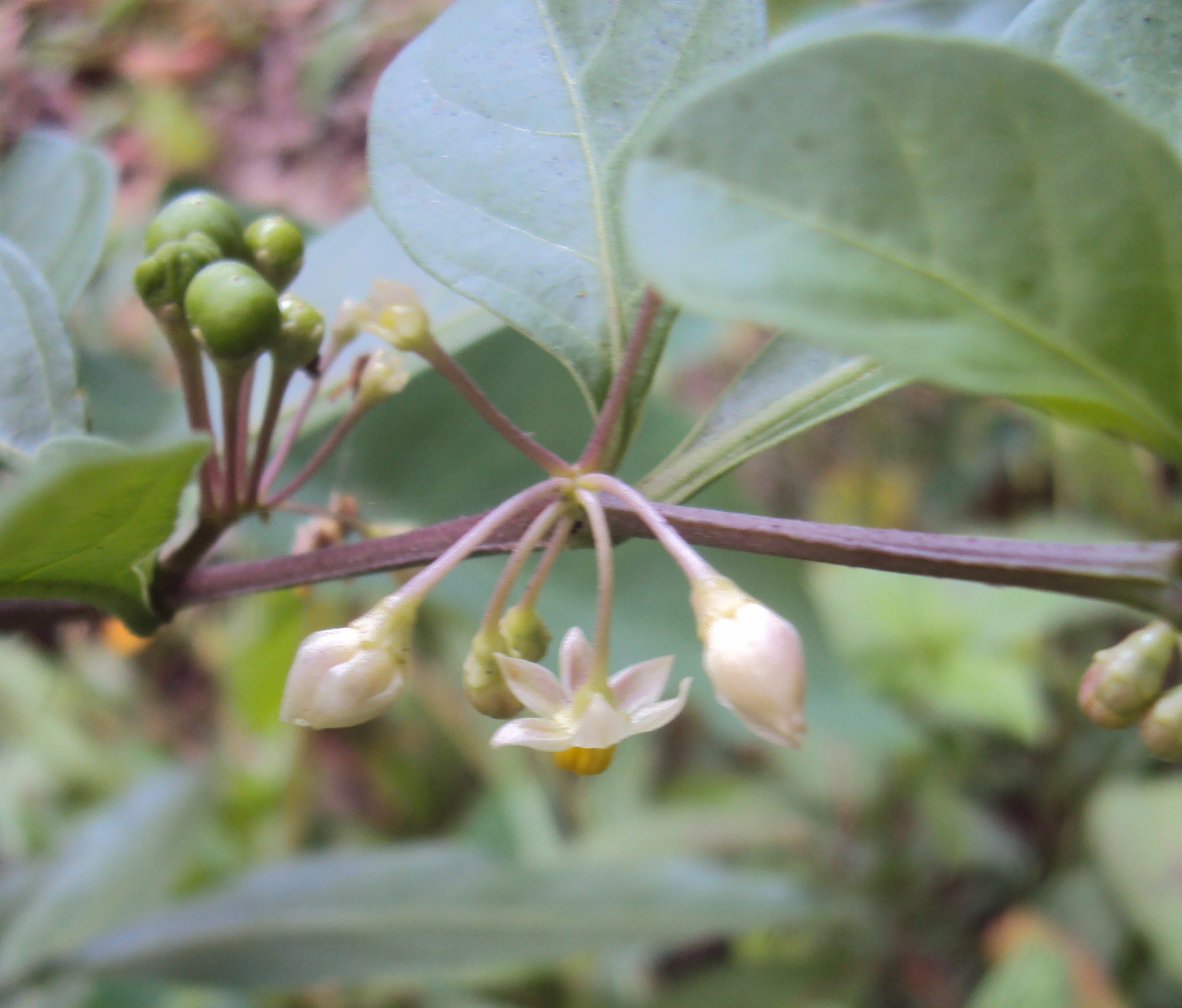
Flors

## Descripció
Arbust que aconsegueix una grandària de fins a 2 m d'alt, glabros excepte per dispersos tricomes simples en els brots joves i protuberàncies glanduloses prop de les aixelles dels nervis de les fulles, inermes. Fulles solitàries o en parells desiguals, el·líptiques o obovades, les fulles majors fins a 12 cm de llarg, àpex majorment obtús, base aguda o acuminada, senceres, les fulles menors més petites i relativament més amples; pecíols 0.2–0.5 cm de llarg. Les inflorescències en raïms subumbelats amb 5–15 flors, oposades a les fulles, peduncle no ramificat, 0.1–0.7 cm de llarg, pedicels ca 5 mm de llarg; calze ca 2 mm de llarg, el tub lleugerament contret apical i basalment, lobat fins a la 1/2 de la seva longitud, llops deltòides; corol·la 8–10 mm de diàmetre, blanca, freqüentment groguenca quan seca, profundament lobada, llops oblongs; anteres 1.5 mm de llarg. Baya deprimit-globosa, ca 0.8 cm de diàmetre, ataronjat opaca, pedicels fructífers prims de 1–1.2 cm de llarg, erectes; llavors aplanades, de 3 mm de diàmetre.

## Distribució i hàbitat
És una espècie poc comuna, es troba als boscos secs, de la zona pacífica; principalment per sota de 100 metres; fl i fr dic–jul; des de Mèxic a Costa Rica, en alguns països conreada com a cercat viu i naturalitzada.

## Taxonomia
Solanum diphyllum va ser descrita per Carl von Linné i publicat a Species Plantarum 1: 184–185. 1753.
Etimologia
Solanum: nom genèric que deriva del vocable llatí equivalent al grec στρνχνος (strychnos) per designar el Solanum nigrum (l'"Herba mora") —i probablement altres espècies del gènere, inclosa l'albergínia—, ja utilitzat per Plini el Vell en la seva Naturalis Historia (21, 177 i 27, 132) i, abans, per Aulus Cornelius Celsus a De Re Medica (II, 33). Podria ser relacionat amb el Llatí sol. -is, "el sol", perquè la planta seria pròpia de llocs una mica assolellats.
diphyllum: epítet llatí que significa "amb dues fulles".